# Gouvernement Louis Buffet
 (août 2017).
Si vous disposez d'ouvrages ou d'articles de référence ou si vous connaissez des sites web de qualité traitant du thème abordé ici, merci de compléter l'article en donnant les références utiles à sa vérifiabilité et en les liant à la section « Notes et références ».
Troisième République
Gouvernement Ernest Courtot de Cissey Gouvernement Jules Dufaure III
Le gouvernement Louis Buffet est le gouvernement de la Troisième République en France du 10 mars 1875 au 23 février 1876.

## Composition

### Nominations du 10 mars 1875
| Fonction | Fonction                  | Image | Nom          | Parti politique |
| -------- | ------------------------- | ----- | ------------ | --------------- |
|          | Vice-président du Conseil |       | Louis Buffet | Orléaniste      |

| Fonction | Fonction                                                         | Image | Nom                                      | Parti politique          |
| -------- | ---------------------------------------------------------------- | ----- | ---------------------------------------- | ------------------------ |
|          | Ministre de l’Intérieur                                          |       | Louis Buffet                             | Orléaniste               |
|          | Ministre des Affaires étrangères                                 |       | Louis Decazes                            | Orléaniste               |
|          | Ministre de la Justice                                           |       | Jules Dufaure                            | Républicain conservateur |
|          | Ministre des Finances                                            |       | Léon Say                                 | Centre gauche            |
|          | Ministre de l'Agriculture et du Commerce                         |       | Camille de Meaux                         | Légitimiste modéré       |
|          | Ministre de la Guerre                                            |       | Ernest Courtot de Cissey                 | Orléaniste               |
|          | Ministre de la Marine et des Colonies                            |       | Louis Raymond de Montaignac de Chauvance | Orléaniste               |
|          | Ministre de l'Instruction publique, des Beaux-arts et des Cultes |       | Henri Wallon                             | Républicain conservateur |
|          | Ministre des Travaux publics                                     |       | Eugène Caillaux                          | Orléaniste               |

### Nominations du 15 mars 1875
| Fonction | Fonction                             | Image  | Nom                                                  | Parti politique |
| -------- | ------------------------------------ | ------ | ---------------------------------------------------- | --------------- |
|          | Sous-secrétaire d'État à l'Intérieur |        | Albert Desjardins                                    | Orléaniste      |
|          | Sous-secrétaire d'État aux Finances  |        | Louis Passy                                          | Orléaniste      |
|          | Sous-secrétaire d'État à la Justice  |        | Agénor Bardoux (du 10 mars 1875 au 11 novembre 1875) | Centre gauche   |
|          | Sous-secrétaire d'État à la Justice  | Vacant |                                                      |                 |

## Bilan des actions du gouvernement
C'est durant le cabinet Buffet que l'Assemblée nationale achève son œuvre constituante, en adoptant en juillet la troisième et dernière loi constitutionnelle sur les rapports entre les pouvoirs publics, ainsi que deux lois électorales relatives au Sénat et à la chambre des députés. 
La fin de l'état de siège est également voté sur proposition du Gouvernement, à l'exception de quatre départements (Paris, Lyon, Marseille et Alger). Une loi relative à la presse est cependant adoptée le 29 décembre 1875 afin de "pourvoir aux dangers que peut entraîner la disparition de l’état de siège dans la plupart des départements". 
La loi Wallon du 12 juillet 1875, promulguée le 26 juillet 1875, met fin au monopole d'État dans l'enseignement supérieur, et son article 5 permet aux établissements d'enseignement supérieur dont cette nouvelle loi permettait l'existence de prendre le nom d'« universités libres » s'ils réunissent trois facultés. Quatre établissements universitaires privés furent ainsi créés à Paris, Lille, Lyon et Angers. 
Afin de remporter les élections législatives, l'assemblée monarchiste vote, le 30 novembre 1875, le rétablissement du scrutin uninominal. Aux élections sénatoriales de 1876, la droite remporte 151 sièges (98 pour le centre droit orléanistes, 40 pour les bonapartistes, et 13 pour les légitimistes) contre 149 aux républicains. Aux élections législatives, les républicains remportent 360 siège contre 150 pour la droite  (75 pour les bonapartistes, 50 pour les orléanistes, et 20 pour les légitimistes).

## Fin du gouvernement et passation des pouvoirs
Le 23 février 1876, Louis Buffet subit un échec personnel aux élections législatives et remit la démission du gouvernement au président de la République, Patrice de Mac-Mahon.
Le 23 février 1876, Patrice de Mac-Mahon nomma Jules Dufaure à la vice-présidence du Conseil.